# Chiesa di San Lorenzo (Calanca)
La chiesa parrocchiale di San Lorenzo è un edificio religioso che si trova a Calanca (frazione Arvigo), nel Cantone dei Grigioni.

## Storia
Un antico edificio era menzionato su questo sito in documenti storici risalenti al 1453. Pochi anni dopo la chiesa venne completamente rifatta, conservando della vecchia costruzione solamente il campanile ed i muri perimetrali della navata. Nel 1656 vennero costruiti la sagrestia ed il coro. Nel 1866 la chiesa subì una ristrutturazione, mentre nel XX secolo venne più volte sottoposta a restauri.

## Descrizione
L'edificio si presenta con una pianta ad unica navata e copertura a cassettoni, realizzata nel 1941.